# Maria Ševčíková
 Der er for få eller ingen kildehenvisninger i denne artikel, hvilket er et problem. Du kan hjælpe ved at angive troværdige kilder til de påstande, som fremføres i artiklen.

Marie Ševčíková (født 20. november 1947, død 28. juni 2010) var en dansk-tjekkisk fodboldspiller fra Femina. 
Marie Ševčíková var med på Femina-holdet som i 1970 blev verdensmestre i kvindefodbold i Italien efter en sejr på 2-0 over Italien. Målene blev scoret af Helene Østergaard Hansen og Marie Ševčíková. Kampen blev sendt live på DR og efter VM blev finalen Danmark-Italien genudsendt i TV med Gunnar Nu Hansen som kommentator og Helene Østergaard Hansen som medkommentator.[kilde mangler]
Marie Ševčíková var ved at koste Danmark sejren, dog ikke i selve kampen, men ved skrivebordet på grund af en mulig italiensk protest over at Ševčíková, og en anden dansk spiller, Jana Mandikova, ikke var danske statsborgere, men politiske flygtninge fra Tjekkoslovakiet, men italienerne protesterede ikke.[kilde mangler]